# 金色年华
《金色年华》是一部2006年首播的中国大陆民国偶像剧，亦是2003年央视热播剧《金粉世家》的续作。该剧由广东强视影业传媒有限公司、北京时代前线文化发展有限公司、上海东派广告有限公司和江苏广播电视总台联合出品，知名导演李大为执导，并由蓝正龙、黄圣依、严屹宽、郭碧婷等领衔主演。全剧以民国时期的上海滩为背景，讲述了从海外留学归来的男主人公在寻找旧爱的同时，重塑自我的故事。
该剧在《金粉世家》播出后便开始筹备，由于张恨水后人反对的缘故，本剧未能完全遵循前作的情节设定，最终在更换全部角色名后，于2005年6月28日在江苏常熟正式开机，期间先后辗转苏州、江阴、上海影视乐园（车墩影视基地）等地取景拍摄，同年10月初杀青关机。2006年8月7日，本剧在浙江电视台经济生活频道全国首播，2008年1月20日在深圳、东南两家卫视黄金档上星播出。

## 简介
故事发生在1930年－1932年的民国，成子华（蓝正龙 饰）从国外留学归来回到上海，一是重塑自我，二是寻找5年前被父母拆散的情侣艾晚晴（黄圣依 饰），希望能再续前缘……

## 演员
主演
- 黄圣依 饰 艾晚晴
- 蓝正龙 饰 成子华
- 郭碧婷 饰 许曼丽
- 严屹宽 饰 方国维

其他演員
- 刘佳佳 饰 吴霭春
- 黄梅莹 饰 艾太太
- 王伯昭 饰 許洪均
- 舒耀瑄 饰 舅舅
- 吳靄春 饰 劉佳佳
- 高磊 饰 姜若天
- 司光敏 饰 馮慧如
- 董麗丹 饰 李俊娜

成家
- 吴竞 饰 成太太
- 王泊文 饰 成子思
- 戚跡 饰 成子游
- 朱曉漁 饰 成子路
- 米楊 饰 成雪芬

## 作品的變遷
| 高點育樂台 周一至五21:30~23:00 | 高點育樂台 周一至五21:30~23:00         | 高點育樂台 周一至五21:30~23:00 |
| ------------------------------ | -------------------------------------- | ------------------------------ |
|                                | 金色年華 （2012.09.21 - 2012.10.30）   |                                |
| 故夢 （時間查不到）            | 春去春又回 （2012.10.31 - 2012.12.18） |                                |